# Georgina Harland
Georgina Harland, född 14 april 1978 i Canterbury, Storbritannien, är en brittisk idrottare inom modern femkamp.
Harland tog OS-brons i damernas moderna femkamp i samband med de olympiska tävlingarna i modern femkamp 2004 i Aten.